# Reginald Victor Jones
Reginald Victor Jones (Herne Hill, London, 1911. szeptember 29. – 1997. december 17.) angol fizikus, katonai hírszerző.

## Élete
A dullwichi Alleyn's School-ban kezdte meg tanulmányait, ezután az Oxfordi Egyetemen, a Wadham College-ben természettudományokat hallgatott. 1932-ben szerzett diplomát fizikából, majd a Clarendon Laboratory munkatársa lett, ahol 1934-ben doktorált. Ezután az oxfordi egyetemen kezdett tevékenykedni. 1936-ban a farnboroughi Royal Aircraft Establishment munkatársa lett, itt azokkal a problémákkal foglalkozott, amelyek Nagy-Britannia légvédelmével voltak kapcsolatosak. 1939-ben a brit katonai vezérkar úgy döntött, hogy egy tudóst rendelnek a Légügyi Minisztérium hírszerzési részlegébe (korábban egyetlen tudós sen dolgozott a titkosszolgálatnál). Jonesre esett a választás, aki hamarosan komoly karriert futott be: a hírszerzéstudomány igazgatóhelyettese lett. A második világháború alatt részt vett az ellenséges technológiák tudományos értékelésében, valamint az ellenük való védekezés fejlesztésében. A háború alatt igen sok tudományos és műszaki hírszerzési problémát oldott meg. 1939 szeptemberében rövid ideig Bletchley Parkban tartózkodott, de már novemberben visszatért Londonba, egy kis hírszerző csapatot hagyva hátra. 1939-ben F. W. Winterbotham Jonesnak adta át az Oslo-jelentést, aki eredetinek ítélte meg azt, dacára annak, hogy előtte három minisztérium is kételkedett ebben.
Jones legelső feladata az volt, hogy az új német fegyverekről döntse el, hogy már megvalósultak vagy még csak tervezési szakaszban vannak. Ezek közül az első a németek által Knickebeinnek nevezett rádiónavigációs rendszer volt. Jones megállapítása szerint a rendszer a már ismert, a pilóták "vakleszállását" segítő Lorenz-rendszer fejlesztése volt, s lehetővé tette egy repülőgép számára, hogy nagy pontossággal repüljön egy választott irány mentén. Jones felszólítására Winston Churchill 1940. június 21. éjjelén egy olyan keresőrepülőgépet rendelt, amely megtalálta a Knicklebein rádiójeleit abban a frekvenciatartományban, amelyet Jones előre megjósolt. Ennek a tudásnak a birtokában a britek képesek voltak olyan zavaróállomásokat építeni, amelyek "eltérítették" a Knickebein által sugárzott rádióhullámokat, így a német bombázók hónapokon át lakatlan brit területekre ürítették bombaterhüket. Ezzel kezdődött a "hullámcsata" (Battle of Beams), amelya háború nagy részében tartott: a németek egyre újabb rádiónavigációs rendszereket fejlesztettek ki, a britek pedig újabb és újabb ellenintézkedéseket fejlesztettek ki ezekkel szemben.
Jones már 1937-ben felvetette, hogy a levegőben lehulló fémfóliadarabok radarvisszhangot generálhatnak. Később Joan Currannal együtt kulcsszerepet játszott a Window rendszer telepítésében: fémfólia csíkok, amelyeket a radar hullámhosszának megfelelő hosszra vágtak, s kötegekben dobtak ki a repülőkből, amelyek aztán "hamis bombázókként" jelentek meg az ellenség radarernyőin. E technológia ma "pellet"-ként (pelyva) ismert, s a közhiedelemmel ellentétben a második világháború alatt a németek is ismerték. Eleinte egyik fél sem akarta használni, félve attól, hogy a másik ugyanezt teszi, ez majdnem két évvel késleltette az első bevetését. Jones V–2 rakétaszakértőként is dolgozott a kabinet védelmi bizottságában, s a Double-Cross System keretében a német nagy hatótávolságú fegyverekkel foglalkozott.
A háború után, 1946-ban az Aberdeeni Egyetem természettudományi tanszéke elnöke lett, e tisztét 1981-es nyugdíjba vonulásáig töltötte be. A háború utáni átszervezés alatt már nem akart a hírszerzés kötelékében maradni. Aberdeenben töltött ideje nagy részében az olyan tudományos műszerek érzékenységének javításával foglalkozott, mint a szeizmométerek, mikrobarográfok, stb.
1940-ben vette feleségül Vera Caint, három gyermekük született, két lány és egy fiú.
Magyarul egyetlen rövid elméleti írása jelent meg a Galaktika 22.számában A repülő csészealjak természetfilozófiája címmel.

## Munkái
- Most Secret War: British Scientific Intelligence 1939–1945. Hamish Hamilton, London, 1978. ISBN 0-241-89746-7
- Instruments and Experiences. John Wiley and Sons, London, 1988. ISBN 047191763X
- Reflections on Intelligence. Heinemann, London, 1989. ISBN 0434377244

## Fordítás
- Ez a szócikk részben vagy egészben  a   Reginald Victor Jones című angol Wikipédia-szócikk ezen változatának fordításán alapul.  Az eredeti cikk szerkesztőit annak laptörténete sorolja fel. Ez a jelzés csupán a megfogalmazás eredetét és a szerzői jogokat jelzi, nem szolgál a cikkben szereplő információk forrásmegjelöléseként.